# Aïn Ouarka
Aïn Ouarka is een thermale bron in de Algerijnse provincie Naama, gelegen in het Ksoursgebergte. Het wetland is ook bekend onder de naam Cirque de Aïn Ouarka en is in 2003 aangewezen als beschermd natuurgebied op basis van de Conventie van Ramsar. Het bronwater wordt onder andere benut voor een kuuroord.